# Estádio João Ratti
O Estádio João Ratti, também conhecido como Ratti ou Fazendinha, é um estádio de futebol localizado no Jardim Cruzeiro do Sul, no município de São Carlos, no Estado de São Paulo, é propriedade da Família Ratti. Seu nome é originário é do fundador do clube, "João Ratti".

## História
O estádio foi construído na chácara da família Ratti conhecida como Fazendinha e sua inauguração aconteceu em 1956. As dimensões gramado de jogo do estádio são de 92 m de comprimento por 64 m de largura.
A iluminação do estádio foi apresentada em novembro de 1957, com a presença do presidente da FPF à época, João Mendonça Falcão.
A inauguração oficial das torres de iluminação do estádio, foi comemorado num jogo amistoso em 11 de janeiro de 1958, entre o Estrela da Bela Vista e o Palmeiras (misto), na qual o time da casa foi derrotado por 5 a 2.